# ویلیام بلانچارد (بازیکن فوتبال)
ویلیام بلانچارد (انگلیسی: William Blanchard; ۹ فوریهٔ ۱۸۸۹ – ۱۹۶۳ (۷۳−۷۴ سال)) بازیکن فوتبال بود.
از باشگاه‌هایی که در آن بازی کرده‌است می‌توان به باشگاه فوتبال گریمزبی تاون و باشگاه فوتبال فولام اشاره کرد.